# Veronika Blažíčková
Veronika Blažíčková (Pilsen, 15 de julio de 2003) es una deportista checa que compite en tiro, en la modalidad de rifle. Ganó dos medallas de plata en el Campeonato Europeo de Tiro, en los años 2022 y 2024.

## Palmarés internacional
| Campeonato Europeo | Campeonato Europeo  | Campeonato Europeo | Campeonato Europeo               |
| Año                | Lugar               | Medalla            | Prueba                           |
| ------------------ | ------------------- | ------------------ | -------------------------------- |
| 2022               | Breslavia (Polonia) | Medalla de plata   | Rifle 3 posiciones 50 m          |
| 2024               | Osijek (Croacia)    | Medalla de plata   | Rifle en pos. tendida 50 m mixto |